# 乌维尔拉布朗什
乌维尔拉布朗什（法語：Houville-la-Branche，法語發音：[uvil la bʁɑ̃ʃ]）是法国厄尔-卢瓦省的一个市镇，位于该省东部，属于沙特尔区和沙特尔城市圈公共社区。

## 地理
乌维尔拉布朗什（48°26'35"N, 1°38'30"E）面积13.88 平方千米，位于法国中央-卢瓦尔河谷大区厄尔-卢瓦省，该省份为法国北部内陆省份，北起顺时针与厄尔省、伊夫林省、埃松省、卢瓦雷省、卢瓦-谢尔省、萨尔特省和奧恩省接壤。
与乌维尔拉布朗什接壤的市镇（或旧市镇、城区）包括：苏尔、安波、科尔坦维尔。

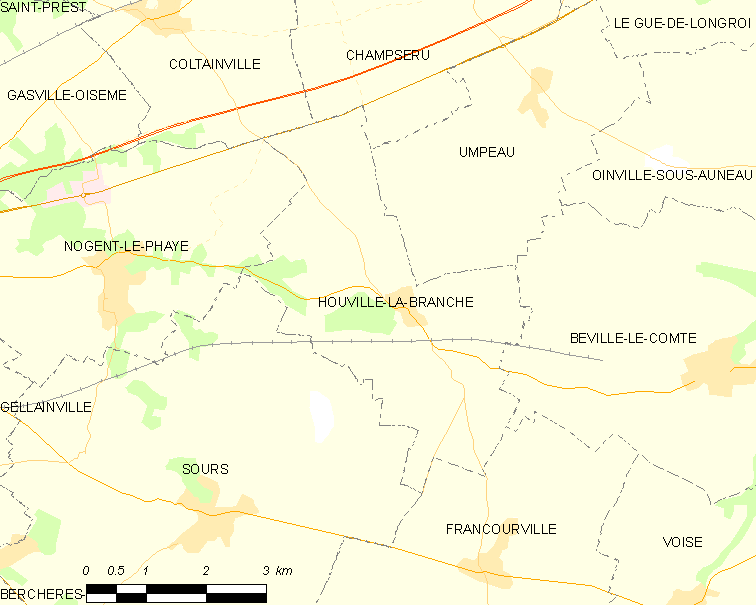
乌维尔拉布朗什的OSM定位图

乌维尔拉布朗什的时区为UTC+01:00、UTC+02:00（夏令时）。

## 行政
乌维尔拉布朗什的邮政编码为28700，INSEE市镇编码为28194。

## 政治
乌维尔拉布朗什所属的省级选区为欧诺县。

## 人口

1962-2008年间乌维尔拉布朗什人口变化图示

乌维尔拉布朗什于2022年1月1日时的人口数量为414人。